# 젬파흐 전투
젬파흐 전투는 1386년에 스위스와 오스트리아가 스위스 루체른주 젬파흐에서 운명을 건 전투로 스위스가 승리해 실질적 독립을 쟁취했다.

## 배경
1383년과 1384년에 구스위스 연방의 확장은 오스트리아의 이익과 충돌했다. 오스트리아의 이익은 취리히, 추크, 졸로투른 및 슈바벤의 51개 도시의 연합인 콘스탄스 조약에서 더욱 훼손되었다. 1385년, 공식적인 선전포고나 중앙 조직 없이 취리히, 추크, 루체른의 군대가 라퍼스빌, 로텐부르크, 참, 볼후젠 등 오스트리아의 요새를 공격했다.
1386년 1월, 루체른은 엔틀레부흐, 젬파흐, 마이엔베르크, 라이센제 및 빌리자우를 포함하여 오스트리아 통제하에 있는 여러 마을 및 계곡과 조약을 맺음으로써 영향력 범위를 확장했다. 이 움직임은 전쟁의 직접적인 원인이었다. 지역 오스트리아군이 마이엔베르크에서 남부 연합 수비대를 격파했다. 1월 14일, 루체른은 연합군에게 도움을 요청했다. 2월 21일 휴전협정이 체결되었고, 취리히에서 협상이 진행되었다. 그러나 양측 모두 그 시점에서 갈등을 끝내는데 실질적인 관심이 없었고, 휴전이 종료되면서 갈등은 전면적인 군사적 대결로 확대되었다.
레오폴트 공작은 슈바벤, 알자스, 아르가우, 투르가우, 티롤의 봉건 봉신들과 다양한 도시의 부르주아 군대와 이탈리아, 프랑스, 독일 용병으로 구성된 브루크에 군대를 집결시켰다. 몇 주 동안 세속과 교회의 귀족 167명이 스위스에 선전포고를 했다. 이 선언은 충격의 효과를 높이기 위해 20개 전서로 스위스 의회에 전송되었다. 6월 24일, 뷔르템베르크에서 파견된 전령은 15건의 선전포고를 가져왔다. 모든 편지를 읽기도 전에 프피르트의 전령이 여덟 통을 더 배달했고, 그가 말을 마치기도 전에 샤프하우젠 영주들의 편지가 도착했다. 다음날 여덟 명의 전령이 더 도착했다.
브루크에 오스트리아군이 집결하자 취리히에 대한 공격이 예상되었고, 연합군은 취리히를 보호하기 위해 움직였다. 그러나 레오폴트는 남쪽으로 진군하여 초핑엔과 빌리자우로 진군했는데, 이는 분명히 루체른 시골을 황폐화하고, 궁극적으로 루체른 시를 노릴 의도였다. 오스트리아군은 곡식을 자르고 경로를 따라 수확물을 파괴하기 위해 잔디 깎는 기계 부대를 가지고 있었다. 빌리자우는 약탈당하고 불태워졌고, 군대는 젬파흐 호수에 있는 주르제로 이동했고, 7월 9일에는 젬파흐로 이동했다.
레오폴트의 부하들은 마을 성벽 뒤에 있는 사람들을 조롱했고, 기사 한 명이 올가미를 흔들며, 이것을 그들의 지도부에게 사용하겠다고 약속했다. 또 다른 사람은 잘 익은 경작지에 불을 지르는 군인들을 조롱하며 수확자들에게 아침 식사를 보내달라고 요청했다. 성벽 뒤에서 “루체른과 동맹군이 아침 식사를 가져다 줄 거야!”라고 외치는 대꾸가 들려왔다.
루체른, 우리, 슈비츠, 운터발덴의 연합군은 이것이 레오폴트의 목표가 아니라는 것이 분명해지자 취리히에서 퇴각했다. 취리히의 군대는 자신들의 도시를 방어하는 데 뒤에 남아 있었고, 베른의 군대는 도움을 요청하는 동맹의 요청에 귀를 기울이지 않았다.

## 전투

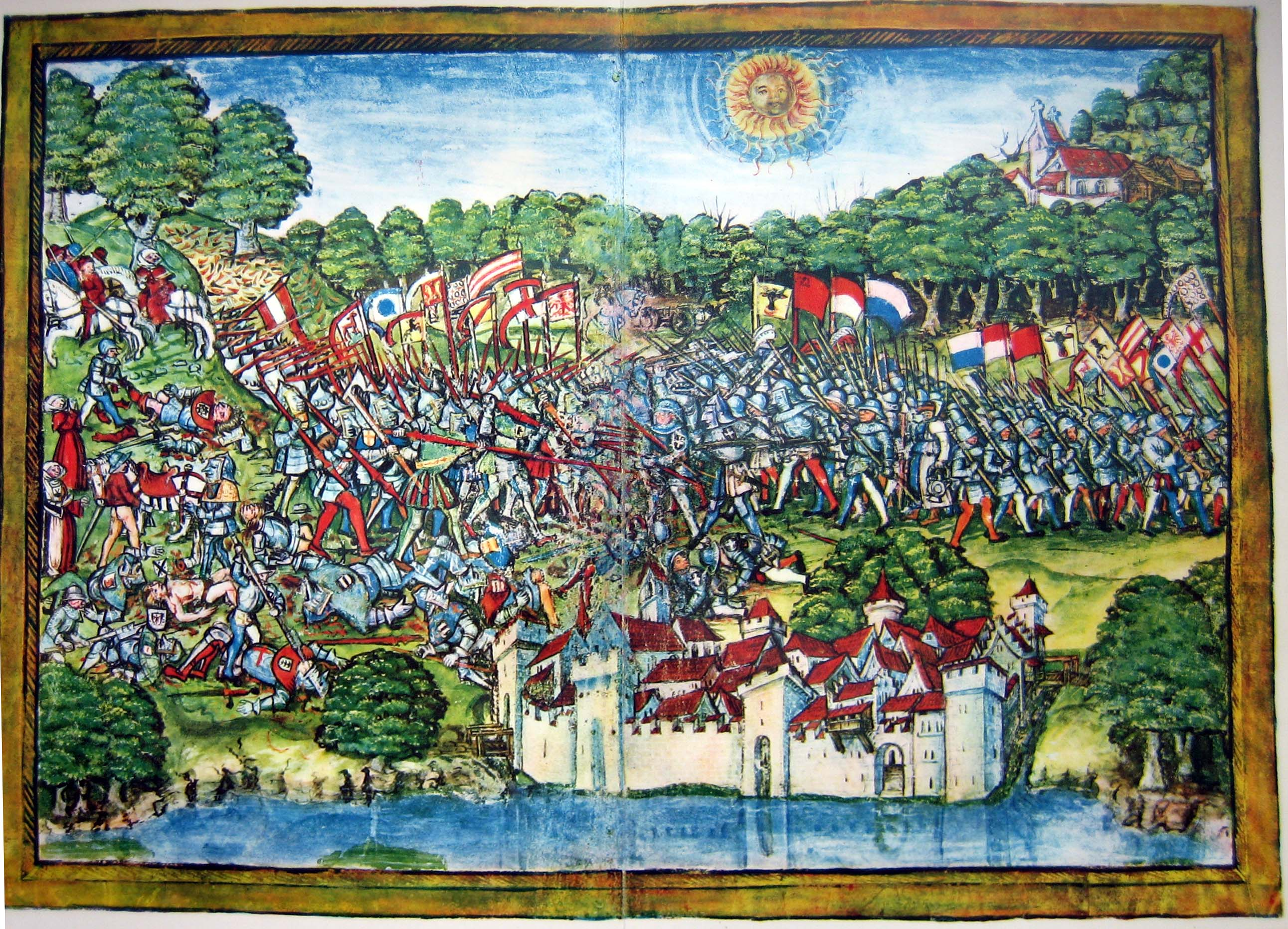
루체른 연대기 속의 전투 묘사 (1513)

연합군은 아마도 기지콘의 로이스강 위 다리에 집결했을 것이다. 그들은 레오폴트 3세가 호수에 밀릴 수 있는 젬파흐에 여전히 있기를 바라며 그곳에서 행군했다. 정오 무렵, 두 군대는 젬파흐에서 약 2km 떨어진 곳에서 접촉했다. 이것은 전열을 갖추지 않고, 이동 중이었던 양 군대 모두를 놀라게 한 것이다. 그러나 양측은 기꺼이 교전하고, 전열을 형성했다. 전투 장소는 원래 전투 다음 해에 봉헌된 오래된 전투 예배당으로 표시된다.
스위스인들은 힐디스리덴 마을과 가까운 숲이 우거진 고지대를 차지했다. 지형이 기병의 공격에 적합하지 않다고 판단되어 레오폴트의 기사들은 하차했고, 교전을 준비할 시간이 없었기 때문에 도보 이동에 방해가 되는 풀렌의 끝부분을 잘라야 했다. 스위스 연대기에서는 전투 후 무더기에서 이 신발 끝 더미가 어떻게 발견되었는지 보고하고 있으며, 1513년 〈루체른 연대기〉(Lucerne Chronicle)에서도 전투 장면을 배경으로 묘사하고 있다.
연합군의 주력은 마침내 행군에서 전개를 완료하고, 결성되어 측면에서 기사단을 공격적으로 공격했다. 반면에 오스트리아군은 대열을 형성하고 수적으로 열세인 동맹군을 포위하겠다고 위협했다.
어떻게 그리고 어느 시점에서 전투가 연합군에게 유리하게 바뀌었는지는 논쟁의 문제이다. 중요한 요인 중 하나는 7월의 한낮의 더위 때문이라고 주장했다. 이 더위는 가벼운 무장을 한 동맹군보다 무거운 갑옷을 입은 오스트리아 기사들을 훨씬 더 지치게 했다. 방패로 팔). 또 다른 요인은 귀족의 동맹에 대한 치명적인 과소평가였을 수 있다. 추디의 설명에 따르면, 동맹군의 힘이 약한 것을 보고 귀족들은 일반적인 관행처럼 용병을 선봉에 세우면, 용병들이 스스로 일을 끝낼 것이기 때문에, 그들이 어떤 작전도 볼 수 없을 것이라고 걱정했다. 따라서 그들은 선봉을 고집했다.

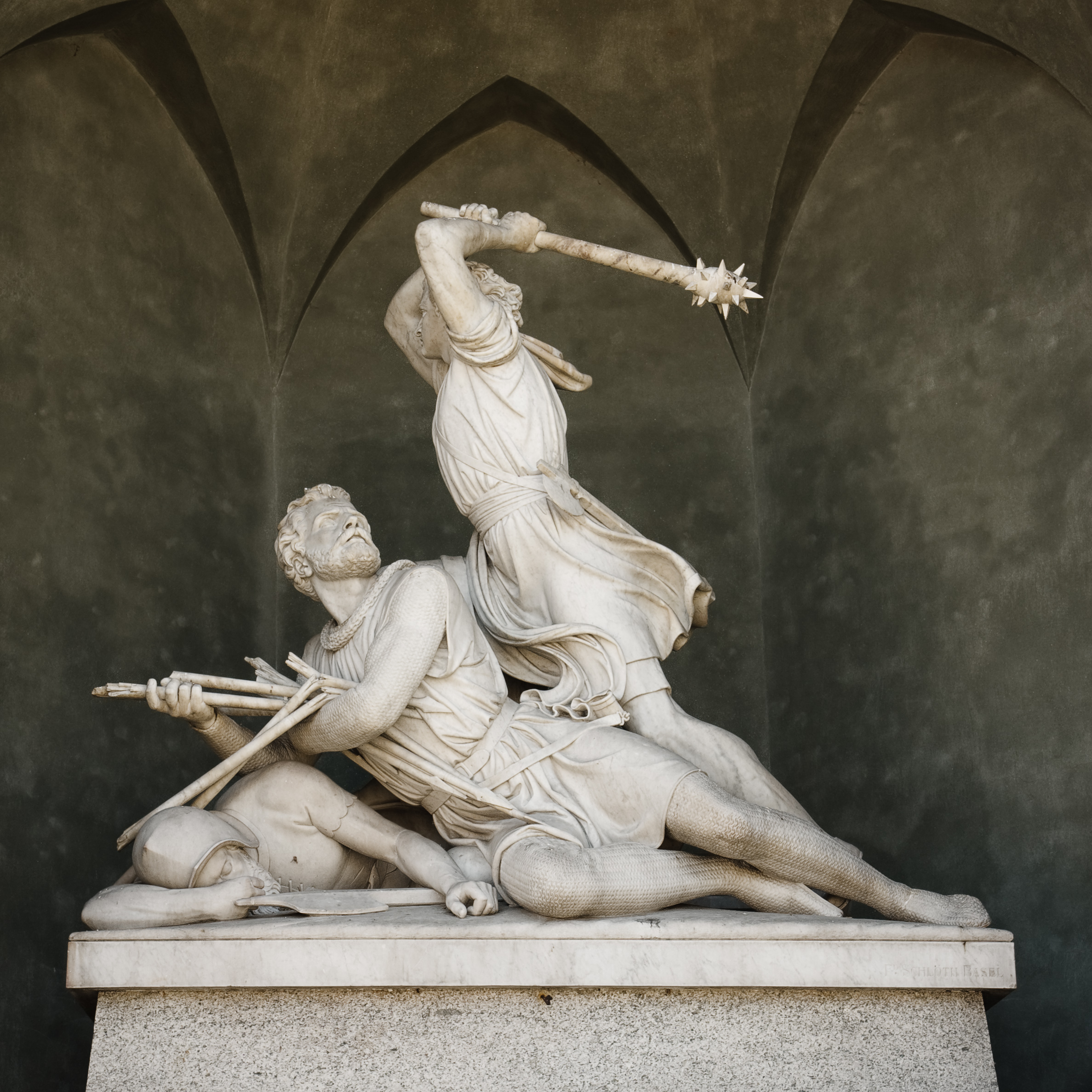
빈켈리트 기념물, 페르디난트 슐뢰스 작, 슈탄스

16세기 이후의 전통적인 스위스 역사 기록은 전세의 전환을 아놀드 폰 빈켈리트의 영웅적인 행동으로 돌렸다. 아놀드 폰 빈켈리트는 개전에서 연합군이 공격할 수 있도록 적들의 창에 몸을 던짐으로써 합스부르크 전선에 균열을 일으켰다. 빈켈리트는 일반적으로 승산이 없는 스위스의 승리를 설명하기 위해 도입된 전설적인 인물로 묘사된다. 빈켈리트 전설의 가장 초기의 증거는 1513년 루체른 연대기의 전투 묘사이다.
그러한 전투에서 관습이자 명예의 문제인 것처럼 각 주는 동지 중 한 명이 주도로 시의 깃발을 들고 다녔다. 그러한 기록 중 하나는 아르트를 대표하는 루돌프 횐(오늘날의 철자 Höhn, 영어: Hoehn)이었다. 슈비츠주의 시정촌. 이를 위해 자원한다는 것은 그가 자신을 방어하거나 적을 공격하기 위해 무기를 휴대하지 않는다는 것을 의미했다. 따라서 그는 동료들을 무기 없이 전투에 투입함으로써 적의 관심을 돌리고 동맹의 의도된 이익을 위해 자신을 희생했다. 후세와 실제의 인정을 위해, 루돌프 횐의 이름은 젬파흐 전투 예배당(전장 옆에 위치)의 내벽에 있는 전사자 목록에 두 번 새겨져 있는 것을 볼 수 있다. 하나는 동맹을 위한 것이고 다른 하나는 기수로서의 역할을 하기 위한 것이다. 그의 후손들은 가계도에 기록된 대로 오늘날까지 살고 있다.
이 전투에 대한 가장 오래된 기록은 스위스의 승리가 모든 역경과 예상에 반하는 것이라는 판단이 분명하며, 신의 은총에 기인한다.
어쨌든 스위스는 오스트리아군을 돌파하고, 적군을 완전히 패배시켰다. 레오폴트 공작과 그와 함께 아어베르크, 발데크, 베히부르크, 뷔티콘, 엡팅엔, 팔켄슈타인, 할빌, 라이나흐, 로트베르크, 및 베터의 귀족 가문의 몇몇 구성원을 포함하여 많은 귀족과 기사가 전사했다.

## 영향
10월 12일에 휴전 협정이 체결되었고, 1387년 1월 14일부터 1년간 유효한 평화 협정이 체결되었다.
이 전투는 이 지역에서 오스트리아의 이익에 심각한 타격을 입혔고, 구스위스 연방의 더 큰 성장을 가능하게 했다. 1379년 합스부르크 땅의 분할로 이미 약화되었던 라인강 왼쪽 영토에 대한 레오폴트 왕조의 통제는 특히 합스부르크에 충성하는 지역 엘리트들 사이의 사망자 수로 인해 다음 몇 년 동안 무너질 것이다. 이로써 동맹 도시, 특히 루체른, 베른, 졸로투른 이 무방비의 합스부르크 땅으로 무제한 확장이 가능했다. 젬파흐 전쟁에 참가하지 않은 베른은 기회를 잡고 베른주가 될 지역을 정복하기 시작했다. 쥐라, 오버란트, 에멘탈 및 아르가우로 군사 원정대를 보낸다. 1389년까지 루체른은 젬파흐 호수, 빌리자우 및 엔틀레부흐 주변의 마을에 대한 통제를 강화할 수 있었고, 이는 대체로 현대의 루체른주의 범위에 해당한다. 글라루스는 또한 합스부르크의 통제에 대항하여 반란을 일으키고, 1388년 네펠스 전투에서 독립을 확보했다.
1389년 4월 1일에 연방과 오스트리아 사이에 체결된 새로운 평화 협정은 7년 동안 유효했으며, 1394년 7월 16일에 20년으로 연장되었다.

## 유산

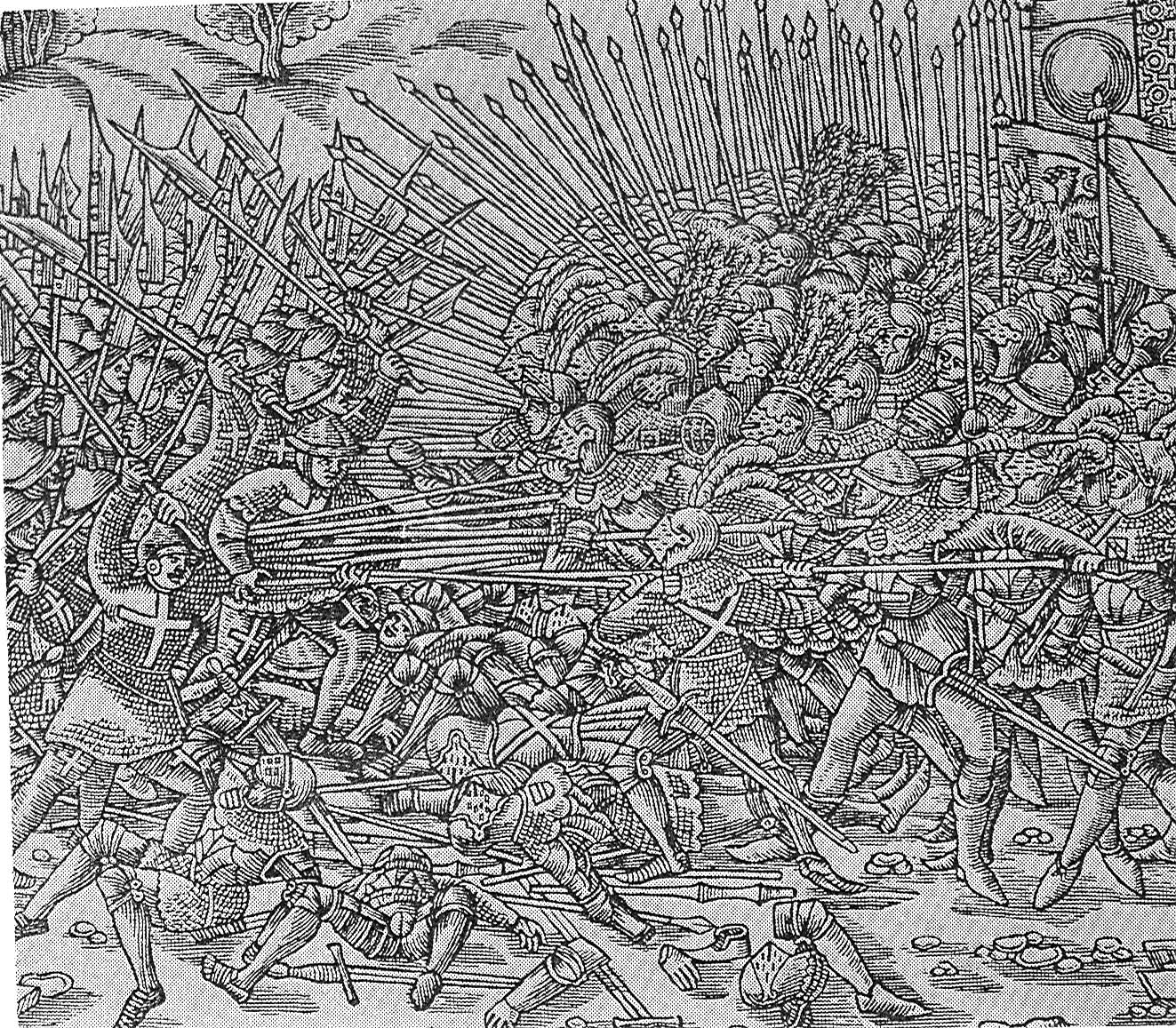
니콜라스 마누엘(1530년경)의 목판화 중 전투 장면

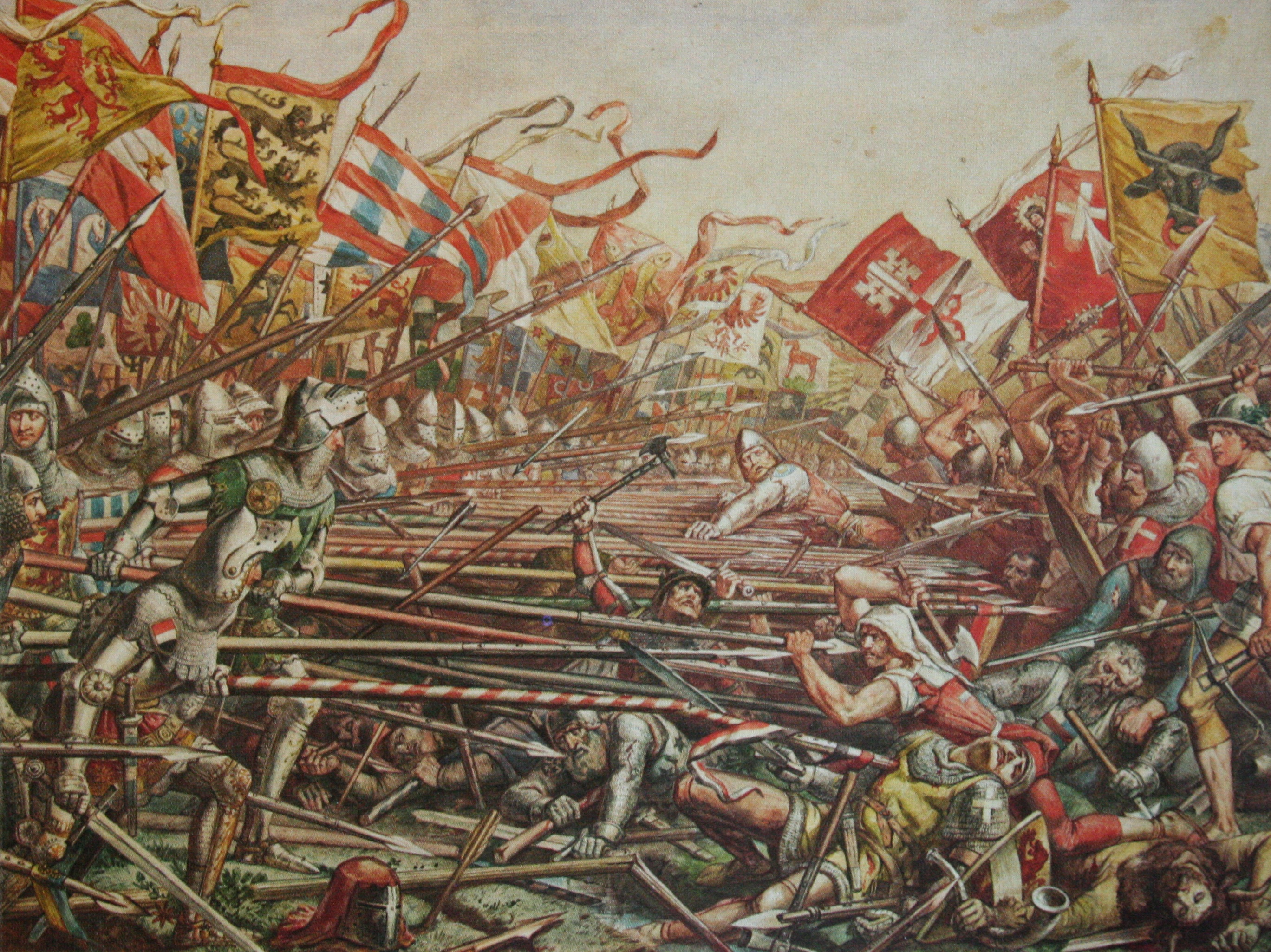
카를 야우슬린의 1889년 그림

정당성이 없는 것은 아니지만, 젬파흐 전투는 14세기에 느슨한 조약으로 동맹이 성립된 후 15세기에 중요한 정치적, 군사적 강국으로 성장하는 결정적인 전환점으로 보여지게 되었다. 1470년에서 1510년 사이에 8개 주의 군사적 성공이 절정에 달했을 때, 스위스 역사 기록은 젬파흐 전투에 많은 관심을 기울였다. 스위스 삽화 연대기에 묘사되어 있으며, 에기디우스 추디와 베르너 슈타이너와 같은 종교 개혁 시대의 역사가들에 의해 논의되었다. 1470년 이전의 전투에 대한 역사 기록이 거의 없기 때문에 개별 세부 사항의 역사성을 판단하기가 어렵다. 아놀드 빈켈리트의 전설은 이 시기에 기록되어 있지만, 1500년 이전으로 보기엔 어렵다고 주장했다.
젬파흐의 전투 예배당은 이미 1387년에 축성되었다. 매년 전투가 있는 날 그곳에서 미사가 거행되었다. 예배당은 반복적으로 확장되었다. 1551년 프레스코화로 장식되었으며, 1638 ~ 1643년, 1695년, 1741 ~ 43년, 1747년, 1886년에 복원과 증축이 이루어졌다. 현재의 프레스코는 대체로 1643년의 그림을 복원한 것이다.
1815-1847년에 복원된 연방의 스위스 애국주의는 국가 정체성의 원천으로서 구스위스 연방의 형성 단계를 재발견했다. 현대의 애국가 젬파허리트(Sempacherlied)는 1830년대 애국심의 산물이다. 제2차 세계 대전 중 스위스의 무장 중립 정책은 중세 동맹의 군사적 성공을 참고하여 이념적으로도 뒷받침되었다.
스위스의 모더니스트 작가인 로베르트 발저(Robert Walser, 1878-1956)는 그의 단편 “젬파흐 전투”에서 젬파흐 전투를 짧지만, 폭력적으로 묘사한다.

## 같이 보기
- 네펠스 전투